# Locate di Triulzi
Locate di Triulzi (Locaa in dialetto milanese, AFI: [luˈkɑː]) è un comune italiano di 10 374 abitanti della città metropolitana di Milano in Lombardia.

## Geografia fisica
Locate di Triulzi, insieme alle vicine Pieve Emanuele e Carpiano, è l'ultimo paese della zona sud/sud-est della città metropolitana di Milano, infatti dopo di esso inizia la provincia di Pavia lungo la ex statale 412 che porta in Val Tidone, nell'immediato Appennino piacentino.
Il comune, inserito nel Parco Agricolo Sud Milano, ha un'altimetria che varia tra un massimo di 98 metri nella zona nord ed un minimo di 70 metri all'interno della Valle delle Volpi, lungo il Lambro Meridionale; Locate Triulzi infatti, come d'altra parte Pieve Emanuele, detiene il punto di altimetria più bassa dell'intera provincia di Milano.

## Storia
Il nome Locate (Terra sull'acqua) deriva dal celtico, popolo che diede vita ai primi insediamenti nel 600 a.C. In età antica vi erano due nuclei: Locate San Vittore e Locate Sant'Alessandro; i due nuclei si fonderanno successivamente. Il borgo creatosi fu ceduto da Ottone III tra il X e l'XI secolo alla canonica di San Giovanni di Monza per poi passare sotto il potere dei Visconti. Tra il XIV e il XV secolo il paese passò invece nelle mani dei Trivulzio che ebbero un impatto importante sul territorio facendosi carico di diverse bonifiche di terreni da loro acquistati, oltre che sul nome del borgo: Triulzi altro non era che un modo popolaresco per chiamare i Trivulzio. Altra famiglia che acquistò un gran numero di terreni di Locate ed ebbe un'influenza su Locate, seppur minore, fu quella degli spagnoli Salazar. Grazie alla presenza della famiglia Trivulzio, Locate godette di una propria autonomia nei confronti di Milano. Una figura importante della famiglia per Locate fu senza dubbio Cristina di Belgioioso (1808-1871) che contribuì all'istituzione di asili, scuole e parco. 
Inserito nell’effimero dipartimento del Ticino nel 1797, nel 1862 il comune di Locate assunse la nuova denominazione di "Locate di Triulzi".
Il paese ha avuto fin dalla sua fondazione uno sviluppo legato all'agricoltura e ha conosciuto soltanto nel XX secolo un processo di industrializzazione, oltre che a un ammodernamento delle infrastrutture che lo dotò anche di una stazione ferroviaria. A Locate di Triulzi è stato attivo dal 1969 al 2004 un importante stabilimento della Saiwa, azienda produttrice di biscotti e snack; dopo la dismissione della fabbrica, sull'area da essa occupata è stato costruito il centro commerciale Scalo Milano, inaugurato nel 2016 e da allora uno dei principali luoghi dedicati allo shopping nella città metropolitana di Milano. 

### Simboli
Stemma
Lo stemma di Locate di Triulzi è stato concesso con regio decreto del 30 dicembre 1940
La fortezza nella parte superiore vuole probabilmente ricordare i due castelli delle famiglie Trivulzio e Salazar presenti nel paese. La testa umana a tre volti coronata d'oro su sfondo blu nella parte inferiore dello scudo è un riferimento ai Trivulzio.

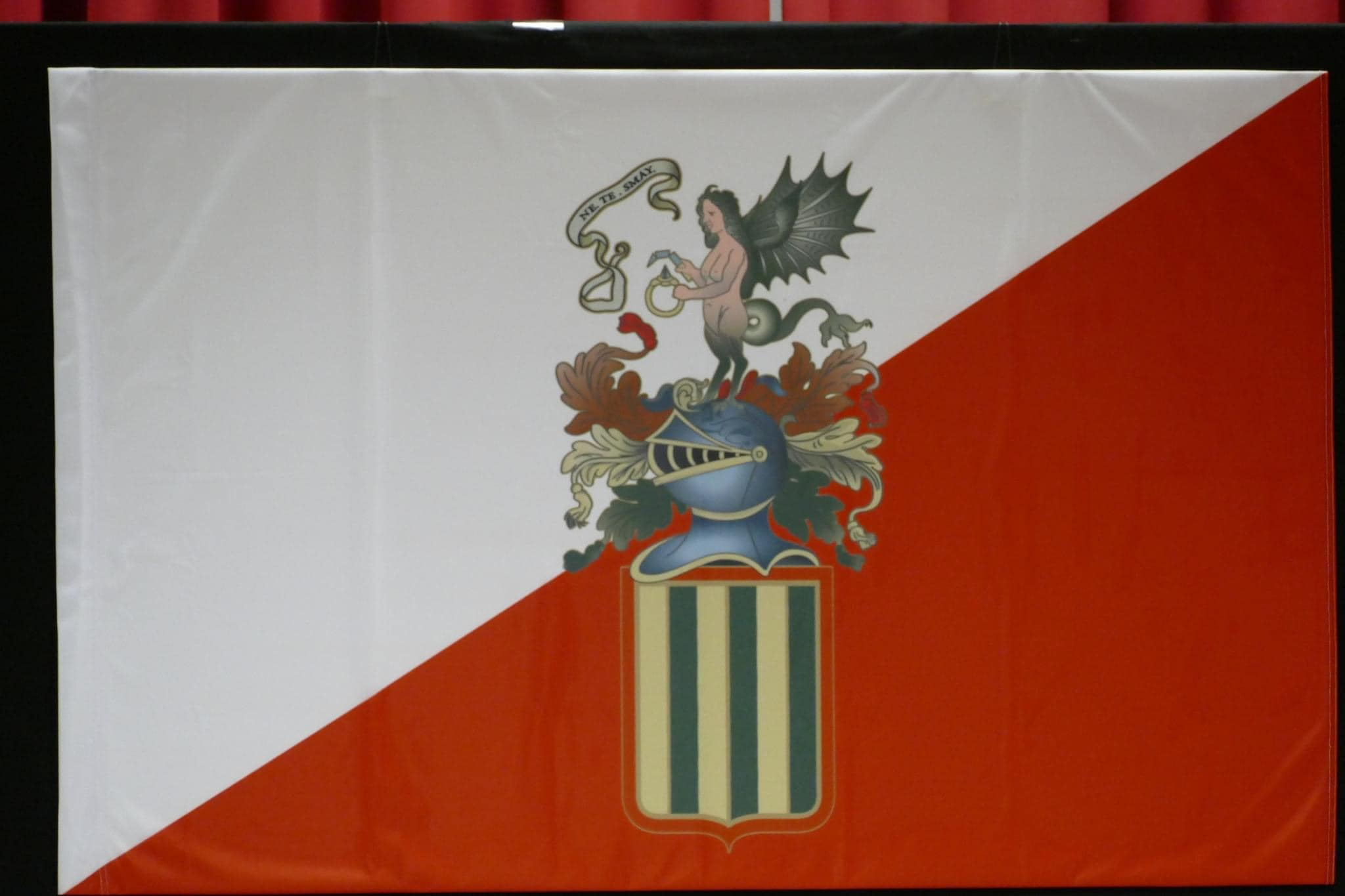
Bandiera del comune di Locate

Il gonfalone e la bandiera sono stati concessi al comune di Locate di Triulzi con decreto del Presidente della Repubblica del 4 agosto 2023.
Gonfalone
Bandiera
Lo stemma sulla bandiera è un simbolo dell'identità del paese che trae origine dal blasone di Cristina Trivulzio di Belgiojoso.

## Monumenti e luoghi d'interesse
Chiesa parrocchiale di San Vittore
Castello Trivulzio
Edificato nel XIV secolo, il cui ultimo abitante illustre fu la principessa Cristina Trivulzio di Belgioioso, che lo lasciò in eredità alla figlia Maria nel 1871. Da allora fu affittato e poi suddiviso in molti appartamenti privati.
Chiesa di Santa Maria della Fontana

Tra Locate di Triulzi e Pieve Emanuele, sulla sponda destra del Lambro, sul lato sinistro della profonda valle, scavata nella pianura dalle acque del Lambro meridionale, sorge il santuario di Santa Maria della Fontana, o meglio sarebbe dire "alla Fonte, alla Sorgente" (ad Fontem), costituito da tre chiese sovrapposte. Sin da lontano si vede svettare lo snello campanile, alto quasi 35 metri, proprio sul ciglio del terrazzo fluviale. Il santuario fu costruito sopra una fonte risorgiva. In origine, forse sin dal XIII secolo, era stato eretto un tabernacolo dedicato alla Madonna, sul margine della valle del Lambro, presso una fonte o risorgiva naturale. 

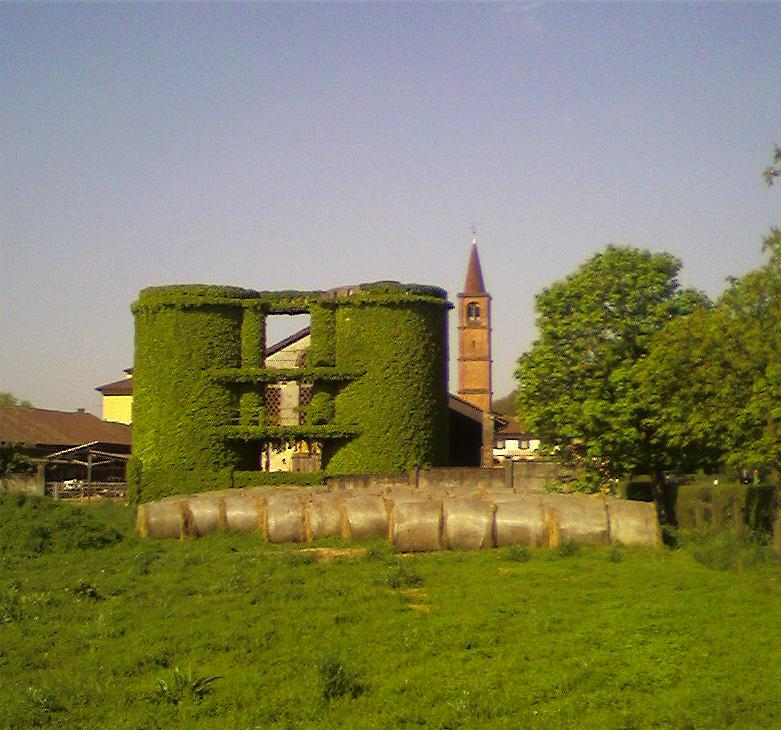
Campanile del Santuario di Santa Maria della Fontana

Alle acque di quel luogo dovevano essere attribuite proprietà miracolose, ma non si trova traccia documentata d’un miracolo specifico, che possa aver dato inizio alla fama del santuario. Gran parte del territorio di Locate appartenne sin dal XIV secolo alla nobile famiglia milanese dei Trivulzio, della quale si hanno notizie sin dal 941. Nel 1277 i Trivulzio sono menzionati tra le duecento famiglie patrizie milanesi, nella Matricula Nobilium Familiarum dell’arcivescovo Ottone Visconti. Nel XV secolo i rami della casata erano diversi, insigniti di parecchie proprietà feudali. Dal 1410 in poi i Trivulzio strinsero – a più riprese – legami di parentela con i Barbiano di Belgioioso e vissero in prosperità alla corte degli Sforza, per poi passare al servizio dei re di Francia, nel periodo in cui questi rivendicavano in eredità il Ducato di Milano.

## Società

### Evoluzione demografica
- 1 600 nel 1751
- 1 547 nel 1771
- 1 650 nel 1805
- 2 459 dopo annessione di Opera nel 1811
- 2 028 nel 1853

Abitanti censiti

### Etnie e minoranze straniere
Al 31 dicembre 2022 la popolazione straniera era di 1.286 persone, pari all'11,62% dei residenti.

## Infrastrutture e trasporti
Locate di Triulzi è connessa con le città di Milano e Pavia grazie alla linea S13 del servizio ferroviario suburbano di Milano, con la fermata di un treno ogni 30 minuti in entrambe le direzioni nella stazione del paese.

## Amministrazione
| Periodo        | Periodo        | Primo cittadino      | Partito      | Carica  | Note   |
| -------------- | -------------- | -------------------- | ------------ | ------- | ------ |
| 24 aprile 1995 | 13 giugno 2004 | Anna Maria Censi     | Lista civica | Sindaco | [ 11 ] |
| 14 giugno 2004 | 25 maggio 2014 | Severino Carlo Preli | Lista civica | Sindaco | [ 11 ] |
| 26 maggio 2014 | in carica      | Davide Serranò       | Lista civica | Sindaco | [ 11 ] |